# Odporność roślin na czynniki środowiskowe
Odporność roślin na czynniki środowiskowe – mechanizmy obronne pozwalające przetrwać roślinom w warunkach stresu. Odporność na stres może mieć charakter konstytutywny albo indukowany. W pierwszym przypadku mechanizmy obronne występują trwale przez całe życie rośliny. Odporność indukowana to zespół mechanizmów obronnych pojawiających się na skutek działania czynnika stresowego, stresora.
Czynniki stresowe środowiska to stresory abiotyczne i biotyczne. Do czynników abiotycznych zaliczane są:
- temperatura (wysoka, chłód, mróz),
- promieniowanie świetlne (wysokie, niskie),
- susza,
- niedobór tlenu,
- czynniki mechaniczne (wiatr, pokrywa śnieżna, pokrywa lodowa),
- związki chemiczne (zasolenie, toksyny, niedobór minerałów).

Do czynników biotyczne zaliczane są:
- patogeny (grzyby, bakterie, wirusy),
- rośliny (allelopatia, pasożytnictwo, konkurencja),
- zwierzęta (zgryzanie, pasożytnictwo, deptanie).

Odpowiedź na wymienione wyżej czynniki określana jest jako:
- Odporność roślin na niską temperaturę – mrozoodporność i zimotrwałość,
- Odporność roślin na wysoką temperaturę,
- Odporność roślin na suszę,
- Odporność roślin na zasolenie,
- Odporność roślin na związki toksyczne
- Odporność roślin na czynniki biotyczne – obronność roślin, obrona przed roślinożercami.

Przystosowanie do niekorzystnych warunków środowiska może mieć charakter adaptacji, cech nabytych w drodze ewolucji podlegających zmianie w genomie kolejnych pokoleń oraz aklimatyzacji, cech nabytych w wyniku przebywania osobnika w warunkach stresowych. Aklimatyzacja to modyfikacje niedziedziczone.